# Dum Diversas

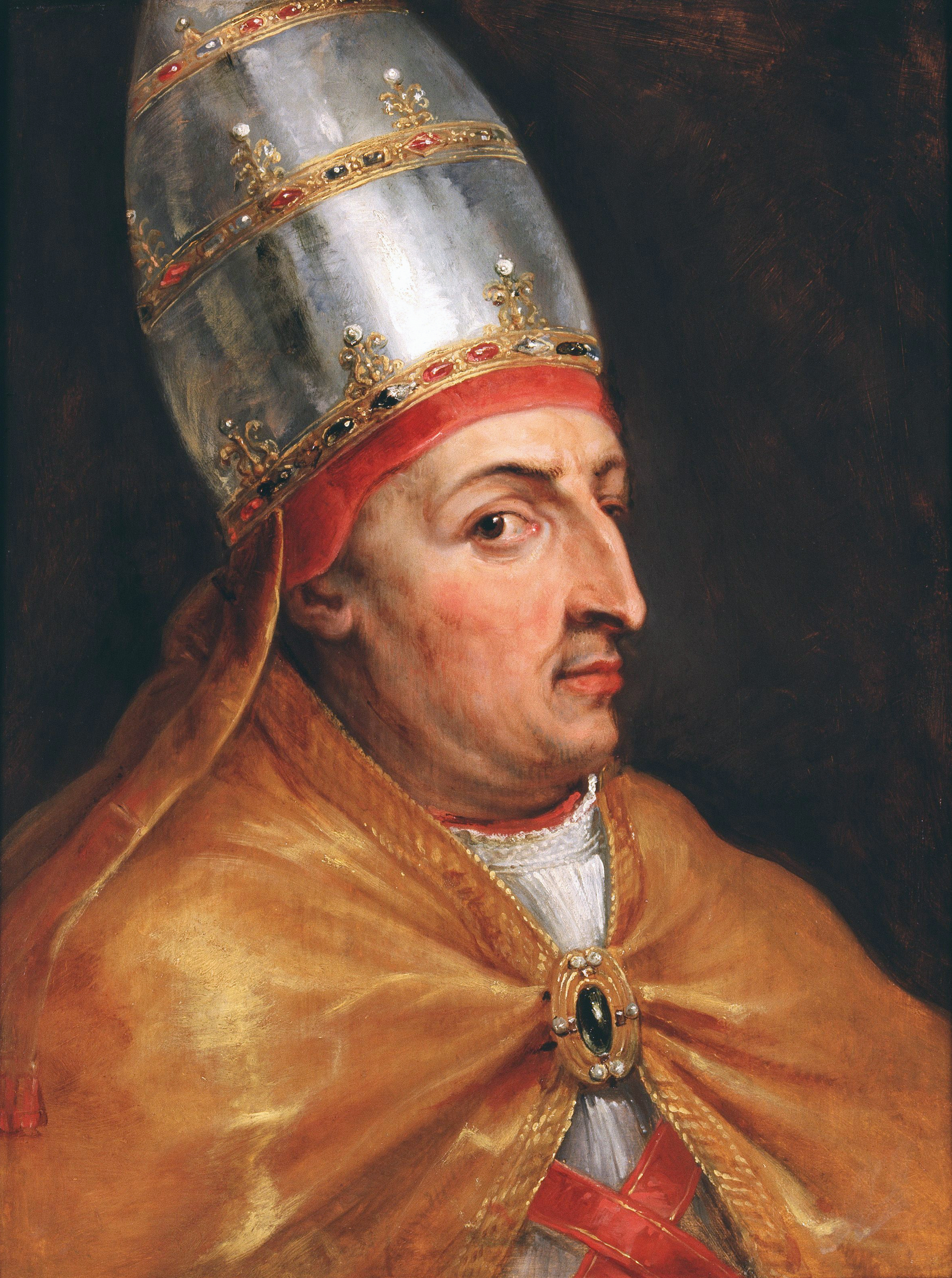
Påve Nicolaus V.

Dum Diversas är en påvlig bulla som utfärdades av påve Nicolaus V den 18 juni 1452. 
Bullan gav kung Alfons V av Portugal tillåtelse att bekämpa, undertrycka och erövra "de som reser sig mot den katolska tron och strider för att utsläcka kristen religion", specifikt "saracener (muslimer) och hedningar" i alla militärt omstridda områden i Afrika. Dokumentet legitimerade också att de icke kristna fiender som besegrades kunde förslavas.
Denna bulla, i kombination med den följande Romanus Pontifex 1455, gav portugiserna vad de betraktade som en legitimering av den då nyligen påbörjade portugisiska slavhandeln från Västafrika (som senare utvecklades till den transatlantiska slavhandeln), och kolonisation av den afrikanska kontinenten. Bullan har därför traditionellt ansetts legitimera både den transatlantiska slavhandeln och européernas kolonisation av Afrika, eftersom den definierade icke kristna som tillåtna att förslava och icke kristna territorier som underställda kristna monarker. Principen utsträcktes från Afrika till Amerika genom Inter Caetera av påve Alexander VI 1493. 